# بريندون هاكويل
بريندون هاكويل  (بالإنجليزية: Brendon Hackwill)‏ (مواليد 9 مايو 1942 - الوفاة 3 أغسطس 1995) كان لاعب كرة سلة أسترالي.

## روابط خارجية
- بريندون هاكويل على موقع الاتحاد الدولي لكرة السلة (الإنجليزية)
- بريندون هاكويل على موقع سبورتس رفرنس (الإنجليزية)
- بريندون هاكويل على موقع AustralianFootball.com (الإنجليزية)
- بريندون هاكويل على موقع AFLtables.com (الإنجليزية)
- بريندون هاكويل على موقع أوليمبيديا (الإنجليزية)
- بريندون هاكويل على موقع اللجنة الأولمبية الأسترالية (الإنجليزية)